# 文覚堂
文覚堂（もんがくどう）は広島県庄原市高門町にある建築物。波瀾の生涯を送った文覚上人（遠藤盛遠）を祀った堂。子授け、安産、乳もらい、病気回復、性力増進、おねしょ封じ、合格祈願などに御利益があるとされる。

## 大祭
- 春の大祭 - 3月16日
- 夏の大祭 - 8月16日
- 秋の大祭 - 11月16日

## 所在地
- 広島県庄原市高門町

## 交通
- 中国自動車道 庄原ICから約10分
- JR芸備線 備後庄原駅から、タクシー約15分